# Вудсток (Енглеска)
Вудсток  је град 13 километара северозападно од Оксфорда у Оксфордширу у Енглеској. По попису из 2011. године има 3.100 становника.
Винстон Черчил је рођен у овом граду 30. новембра 1874. године и сахрањен је у оближњем селу.
Едвард Црни Принц, старији син Едварда III Плантагенета, је такође рођен овде, 15. јуна 1330. Током живота је био називан Едвард од Вудстока.
Током владавине Мери I Тјудор, њена полу-сестра Елизабета I Тјудор је била заточена овде.

## Историја
Име Вудсток је староенглеског порекла и значи „чистити шуму”. Књига страшног суда 1086. године описује Вудсток (енг. Wodestock, Wodestok, Wodestole) као краљеву шуму.
Од 16. века, главни извор прихода за град је била производња рукавица. Данас је туризам главни извор прихода.
У 17. веку се град доста променио када се у њега доселио Џон Черчил, први војвода од Молбороа.
Град је такође имао и успешну челичну индустрију. Производи из града су се у 18. веку давали као дипломатски поклони.

## Град
Град је подељен на два дела, Стари и Нови Вудсток. Има два предграђа: Хенсингтон и Стари Вудсток. Зграда општине града је сазидана 1766. године, и у центру града има још неколико зграда из овог века.